# Zakerana rufescens
Espèce
Synonymes
- Pyxicephalus rufescens Jerdon, 1854 "1853"
- Fejervarya rufescens (Jerdon, 1854 "1853")

Statut de conservation UICN

 LC  : Préoccupation mineure
Zakerana rufescens est une espèce d'amphibiens de la famille des Dicroglossidae.

## Répartition
Cette espèce est endémique des Ghâts occidentaux en Inde. Elle se rencontre au Maharashtra, à Goa, au Karnataka et au Kerala entre 200 et 1 500 m d'altitude.

## Publication originale
- Jerdon, 1854 "1853" : Catalogue of Reptiles inhabiting the Peninsula of India. Journal of the Asiatic Society of Bengal, vol. 22, p. 522-534 (texte intégral).